# Hipokapnia
Hipokapnia, hipokarbia (hypocapnia, hypocarbia) – stan obniżonego ciśnienia parcjalnego dwutlenku węgla (pCO2) we krwi poniżej normy. Wywołana jest podczas hiperwentylacji przy zwiększonym wydalaniu dwutlenku węgla przez płuca. Stan taki powoduje tzw. „mroczki” przed oczyma, występują zawroty głowy, szum w uszach, osłabienie mięśniowe. Hipokapnia może prowadzić do okresowego bezdechu, odruchowego niedokrwienia mózgu oraz do alkalozy.
Stanem przeciwnym do hipokapni jest hiperkapnia.